# Amphibolips nigrialatus
Amphibolips nigrialatus is een vliesvleugelig insect uit de familie van de echte galwespen (Cynipidae). De wetenschappelijke naam van de soort werd voor het eerst geldig gepubliceerd in 2020 door Nieves-Aldrey en Castillejos-Lemus.